# Giải MAMA cho Album của năm
Giải MAMA cho Album của năm (tiếng Hàn: 올해의 앨범상; Romaja: Olhaeui aelbeomsang), trước đây là Giải thưởng Âm nhạc Châu Á Mnet cho Album của năm, là một giải daesang được trao hàng năm bởi CJ E&M (Mnet) tại lễ trao giải MAMA cho nghệ sĩ đã phát hành album nhạc xuất sắc nhất trong năm. Giải được trao lần đầu tiên cho SG Wannabe với album The 3rd Masterpiece tại Giải thưởng Âm nhạc Châu Á Mnet lần thứ 8 được tổ chức vào năm 2006..

## Danh sách nghệ sĩ được đề cử và giành chiến thắng

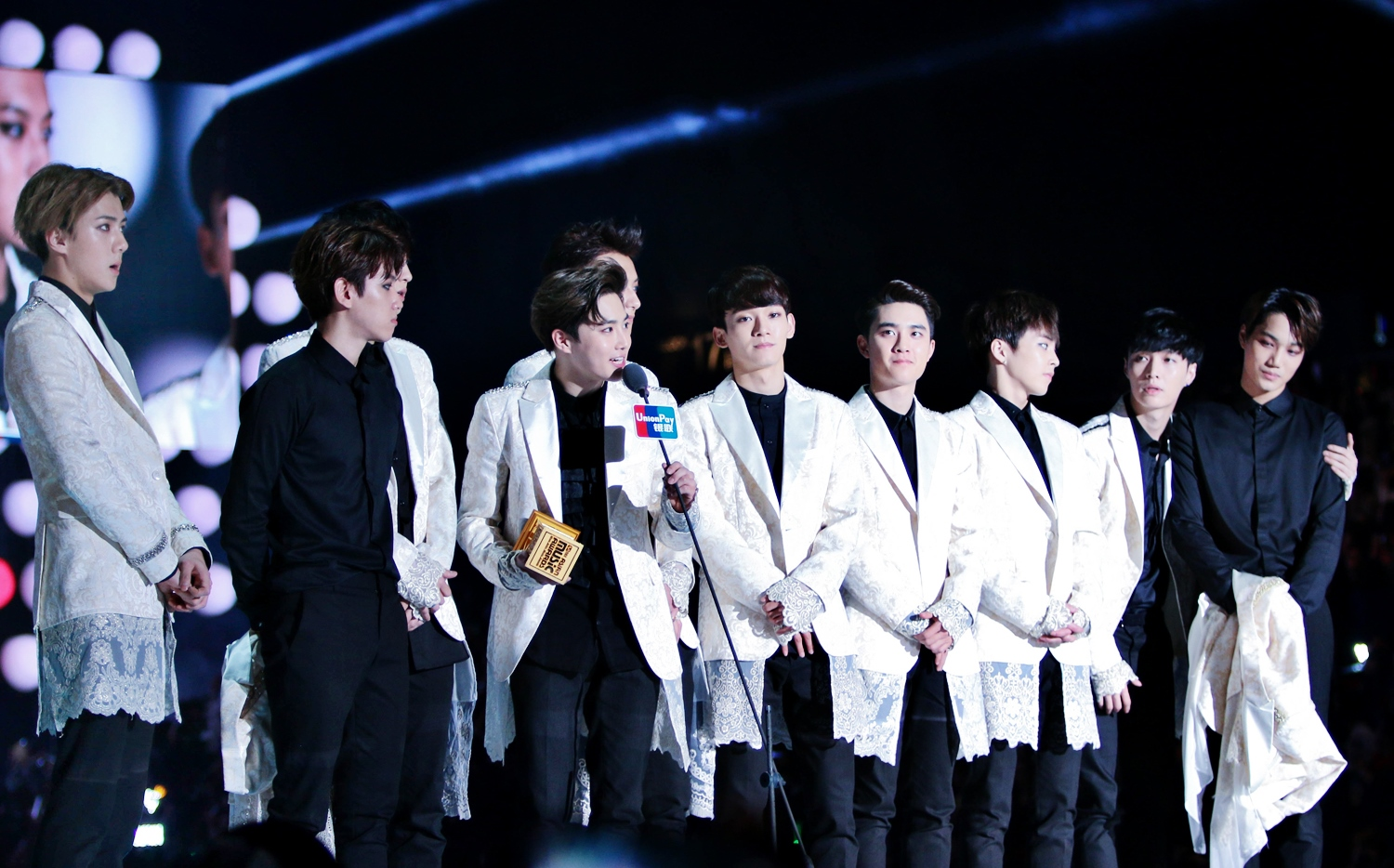
EXO đã giành giải thưởng 5 lần liên tiếp (2013–17)

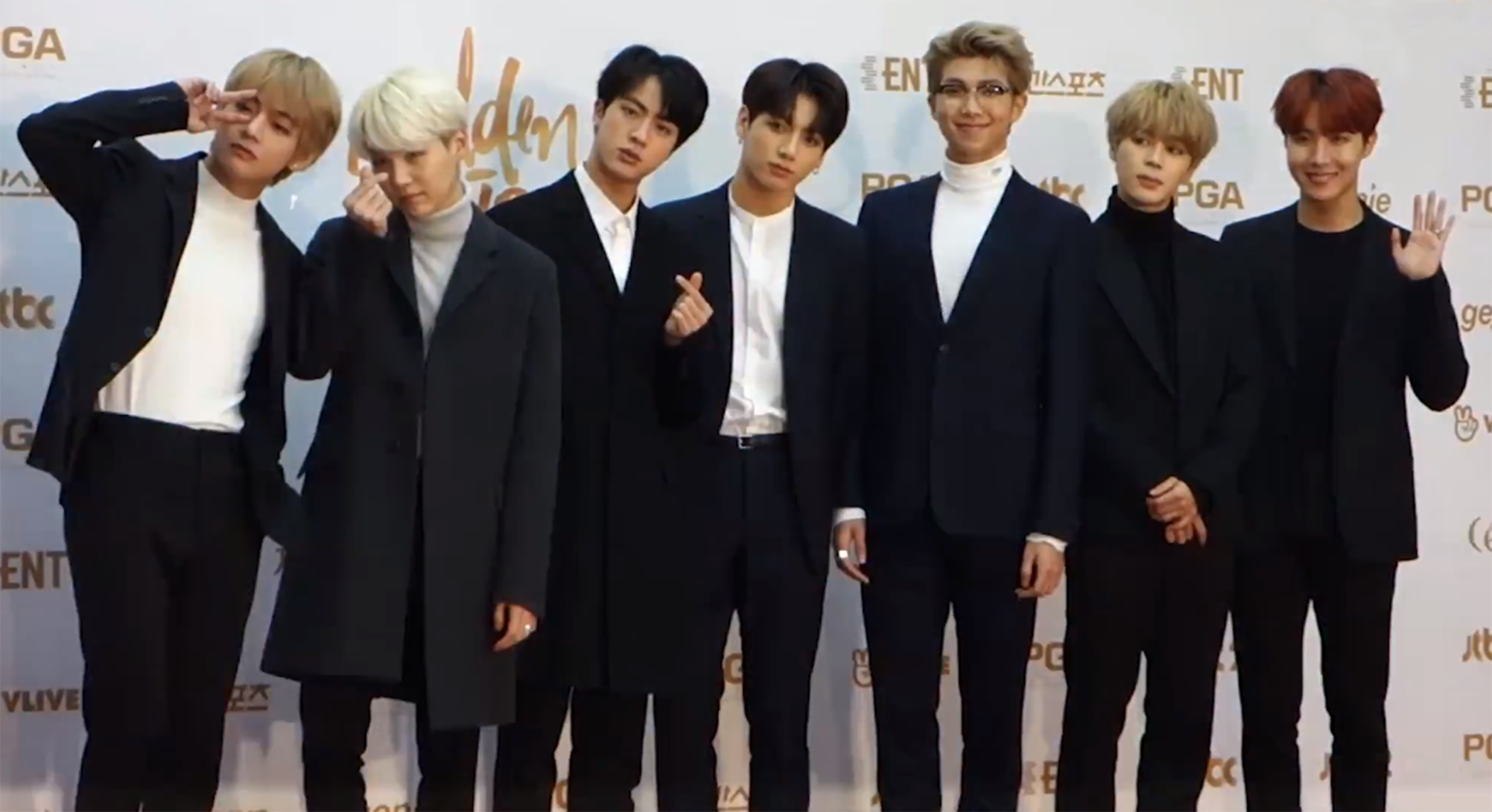
BTS đã giành giải thưởng 4 lần liên tiếp (2018–21)

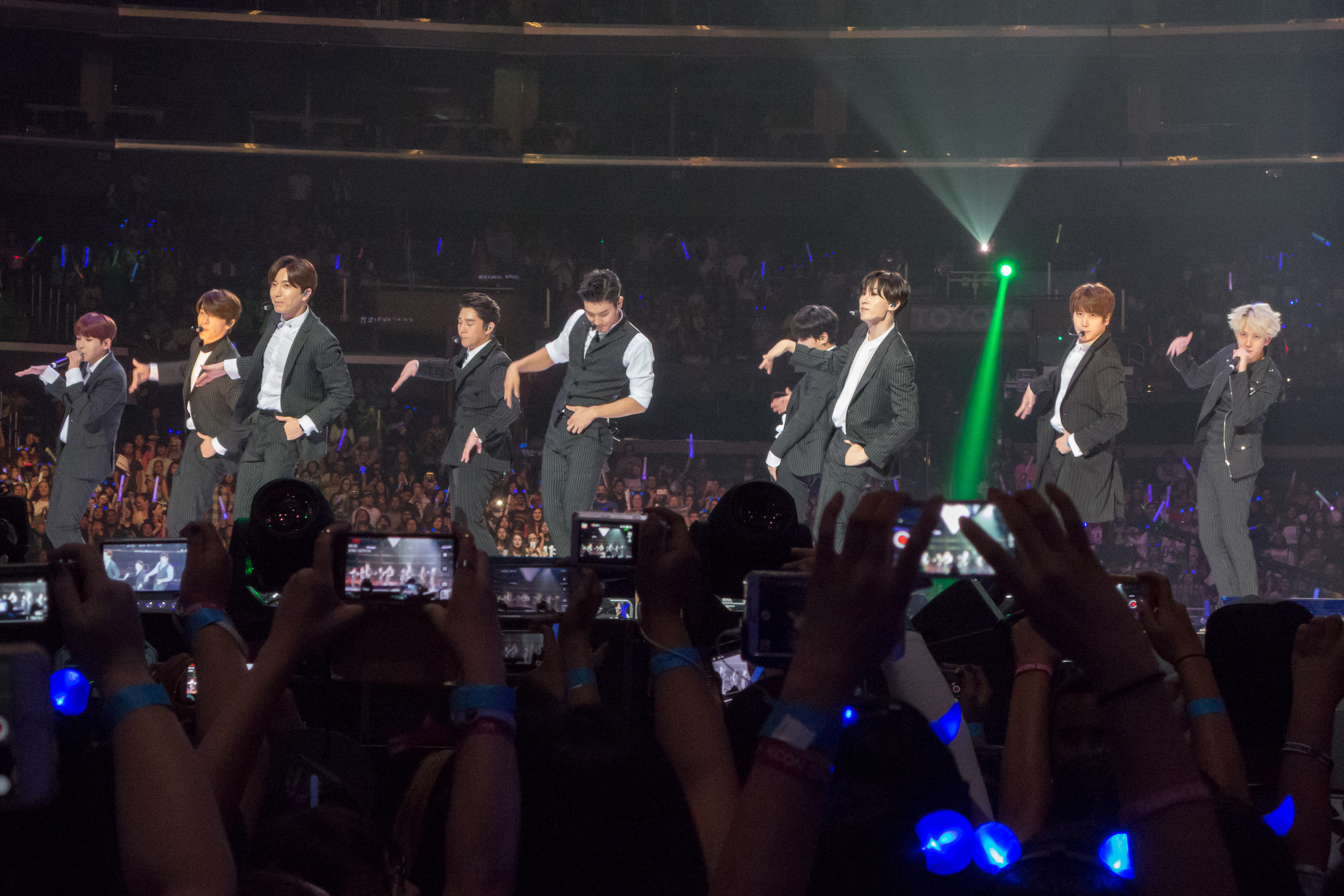
Super Junior (2011–12)

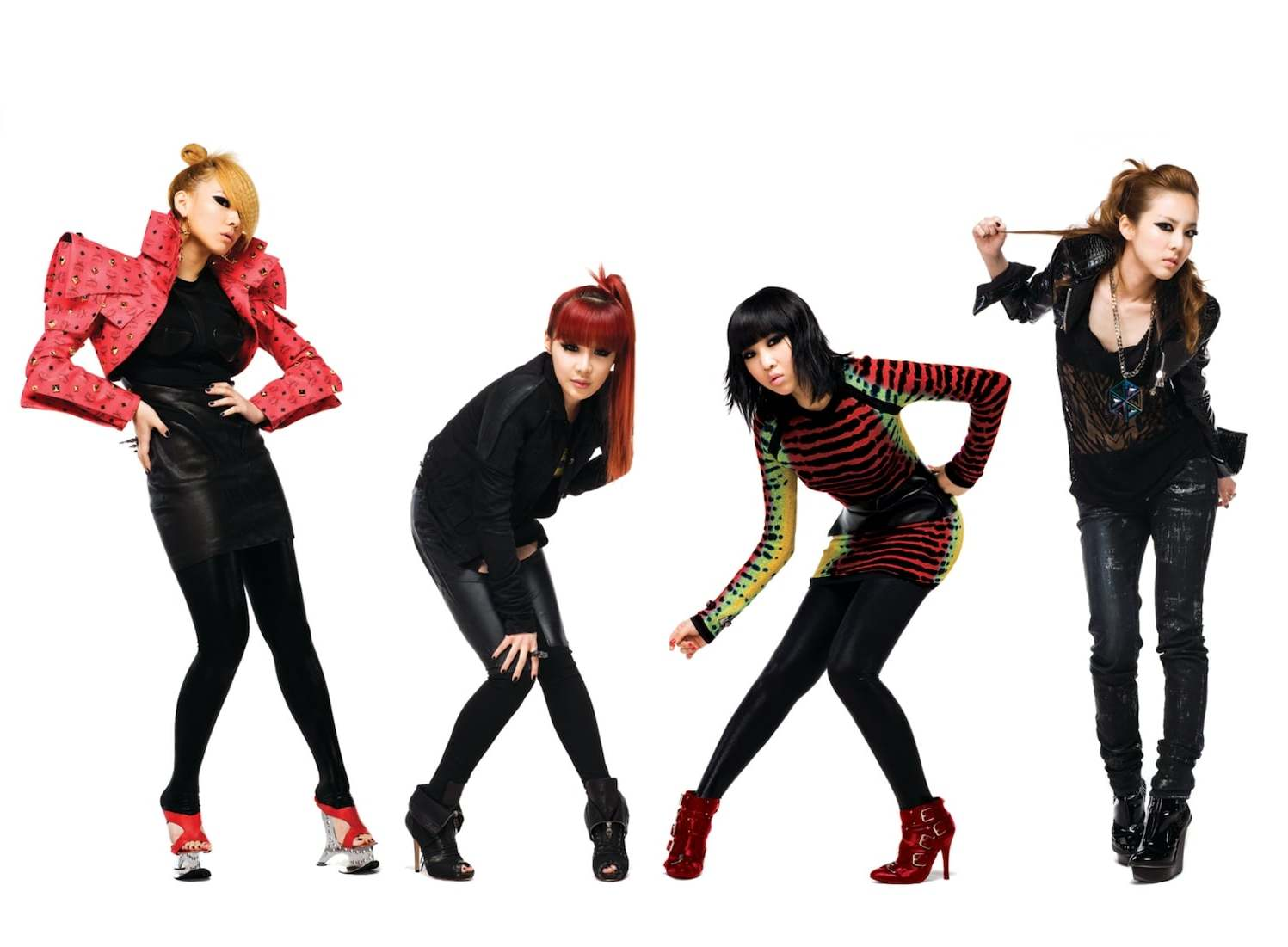
2NE1 là nghệ sĩ nữ duy nhất từng giành được giải thưởng

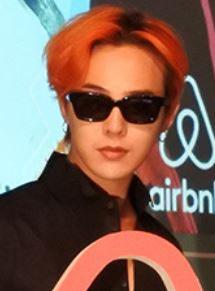
G-Dragon là nghệ sĩ solo duy nhất từng giành được giải thưởng

### Thập niên 2000
| Năm  | Nghệ sĩ giành chiến thắng | Album                    | Đề cử |
| ---- | ------------------------- | ------------------------ | --- |
| 2006 | SG Wannabe                | The 3rd Masterpiece      | - Rain – Rain's World - Shinhwa – State of the Art - TVXQ – "O"-Jung.Ban.Hap. - Vibe – Re Feel                                                    |
| 2007 | Epik High                 | Remapping the Human Soul | - Big Bang – Always - SG Wannabe – The Sentimental Chord - Wonder Girls – The Wonder Years - Yangpa – The Windows Of My Soul                      |
| 2008 | TVXQ                      | Mirotic                  | - Brown Eyes – Two Things Needed For The Same Purpose And 5 Objects - Epik High – Pieces, Part One - Kim Dong-ryool – Monologue - Toy – Thank You |
| 2009 | G-Dragon                  | Heartbreaker             | Không công bố danh sách đề cử |

### Thập niên 2010
| Năm  | Nghệ sĩ giành chiến thắng | Album                    | Đề cử |
| ---- | ------------------------- | ------------------------ | --- |
| 2010 | 2NE1                      | To Anyone                | - 2AM – Can't Let You Go Even If I Die - BoA – Hurricane Venus - Super Junior – Bonamana - Taeyang – Solar                                     |
| 2011 | Super Junior              | Mr. Simple               | - 2NE1 – 2NE1 2nd Mini Album - Big Bang- Tonight - Girls' Generation – The Boys - TVXQ – Keep Your Head Down                                   |
| 2012 | Super Junior              | Sexy, Free & Single      | - Big Bang – Alive - Busker Busker – Busker Busker 1st Album - G-Dragon – One of a Kind - TVXQ – Catch Me                                      |
| 2013 | Exo                       | XOXO                     | - Cho Yong-pil – Hello - G-Dragon – Coup D'Etat - Girls' Generation – I Got a Boy - Shinee – Chapter 1. Dream Girl – The Misconceptions of You |
| 2014 | Exo                       | Overdose                 | - Beast – Good Luck - Girls' Generation – Mr.Mr. - Infinite – Season 2 - Super Junior – Mamacita                                               |
| 2015 | Exo                       | Exodus                   | - Big Bang – Made - BTS – The Most Beautiful Moment In Life, Part 1 - Shinee – Odd - Super Junior – Devil                                      |
| 2016 | Exo                       | Ex'Act                   | - BTS – Wings - Seventeen – Love & Letter - Shinee – 1 of 1 - Twice – Page Two                                                                 |
| 2017 | Exo                       | The War                  | - BTS – Love Yourself: Her - Seventeen – Al1 - Twice – Signal - Wanna One – 1×1=1 (To Be One)                                                  |
| 2018 | BTS                       | Love Yourself: Tear      | - Red Velvet – The Perfect Red Velvet - Seventeen – You Make My Day - Twice – What Is Love? - Wanna One – 0+1=1 (I Promise You)                |
| 2019 | BTS                       | Map of the Soul: Persona | - Blackpink – Kill This Love - Exo – Don't Mess Up My Tempo - Seventeen – An Ode - Twice – Fancy You                                           |

### Thập niên 2020
| Năm  | Nghệ sĩ giành chiến thắng              | Album                                  | Đề cử                                                                                 |
| ---- | -------------------------------------- | -------------------------------------- | ------------------------------------------------------------------------------------- |
| 2020 | BTS                                    | Map of the Soul: 7                     | - Blackpink – The Album - Baekhyun – Delight - IU – Love Poem - Seventeen – Heng:garæ |
| 2021 | BTS                                    | Be                                     | - NCT 127 – Sticker - Aespa – Savage - IU – Lilac - NCT Dream – Hot Sauce             |
| 2022 | To be revealed on November 29–30, 2022 | To be revealed on November 29–30, 2022 | To be revealed on November 29–30, 2022                                                |

## Kỷ lục

### Nhiều đề cử nhất
| Số đề cử | Nghệ sĩ           |
| -------- | ----------------- |
| 7        | BTS               |
| 6        | EXO               |
| 5        | Seventeen         |
| 4        | Big Bang          |
| 4        | Super Junior      |
| 4        | TVXQ              |
| 4        | Twice             |
| 3        | G-Dragon          |
| 3        | Girls' Generation |
| 3        | Shinee            |
| 2        | 2NE1              |
| 2        | Blackpink         |
| 2        | Epik High         |
| 2        | IU                |
| 2        | SG Wannabe        |

### Nhiều lần đoạt giải nhất
| Số lần đoạt giải | Nghệ sĩ      |
| ---------------- | ------------ |
| 5                | Exo          |
| 4                | BTS          |
| 2                | Super Junior |